# Flavon
Flavon – miejscowość i gmina we Włoszech, w regionie Trydent-Górna Adyga, w prowincji Trydent.
Według danych na rok 2004 gminę zamieszkiwało 508 osób, 72,6 os./km².
1 stycznia 2016 gmina została zlikwidowana i wraz z dwoma innymi gminami utworzono nową gminę Contà.